# Баварський географ
Баварський географ, Баварський анонім (лат. Geographus Bavarus) — назва, яку дав Ян Потоцький у 1796 автору анонімного середньовічного документу другої половини IX століття лат. Descriptio civitatum et regionum ad septentrionalem plagam Danubii («Опис міст і земель на північ від Дунаю»). Документ також називають «Східнофранкська таблиця племен».

## Опис документу
Документ на двох аркушах було знайдено в 1722 року в баварській державній бібліотеці (Мюнхен), де він зберігається і в наш час. Це приписка в кінці рукопису, який містить трактат про геометрію Боеція. Баварський герцог придбав його 1571 року разом з архівом антиквара Германа Шеделя (1410—1485). У науковий обіг його ввів французький посол у Мюнхені граф дю Бюа, який опублікував у середині XVIII ст. переклад пам'ятки французькою мовою. Назву «Баварський географ» дав документу польський письменник та вчений Ян Потоцький 1796 року. Ця назва пов'язана з місцем знахідки; за своїм походженням пам'ятка скоріш за все пов'язана не з Баварією, а зі Швабією. В російській історіографії «Баварський географ» був уперше використаний М. М. Карамзіним (у перекладі дю Бюа).
У цьому середньовічному джерелі наведено свідчення про поселення, області розселення та державні утворення вздовж Балтійського моря (від гирла Ельби до Східної Пруссії), а далі за торговельними шляхами по річках до Чорного моря. Точне проходження цих шляхів є предметом наукових суперечок. Другий шлях «Баварського географа» проходить від гирла Вісли через Сян до Дністра, а по Дністру до Дунаю і Чорного моря. «Баварський географ» являє собою список народностей і племен переважно слов'янського походження що населяло у IX ст. землі на схід від Франкської держави, а також населення міст та поселень вздовж торговельних шляхів від Східної Пруссії до Хозарії і від гирла Вісли через Дністер до Дунаю. В списку також зазначається кількість «міст» (поселень, civitates) багатьох племен (зазвичай ці цифри розцінюються як реальні для першої частини списку, та перебільшені — для другої).
Список складений латинською мовою й називається «Descriptio civitatum et regionum ad septentrionalem plagam Danubii», що означає «Опис міст та земель на північ від Дунаю». Назва відноситься до першої частини списка (№ 1-13), де перераховуютьяя слов'янські племена IX ст. на східному кордоні Франкської імперії; як правило, ці назви надійно ідентифікуються. В другій частині списку «Баварського географа» називаються племена (поліноніми) за межами східних сусідів франків (західних слов'ян), і саме тут (на теренах східних слов'ян та фінно-угорських племен) ототожнення більшості назв для дослідників становило найбільшу проблему. Історичне значення списка в тому, що він дозволяє оцінити географічне положення європейських народів і власне їх існування у першій половині IX століття.

## Список племен

Точно фіксоване і ймовірне розташування ліній комунікацій і прикордонних племен, на якому будує свій опис Баварський Географ: а, б, в, г — торговельні шляхи; д — дубльовані назви племен; е — локалізація кількох племен; ж — західний кордон Хазарії і східна межа Франкської держави; з — бурговую округу; і — локалізація окремих племен. Група 1 — племена, прикордонні з Франкською імперією: 1 — Nortabtrezi; 2 — Vuilci; 3 — Linaa; 4 — Bethenici; 5 — Smeldingon; 6 — Morizani; 7 — Hehfeldi; 8 — Surbi; 9 — Talaminzi; 10 — Beheimare; 11 — Marharii; 12 — Vulgari; 13 — Merehani. Група II — племена, розташовані на торговому шляху Бардовік — гирло Одеру: 14 — Osterabtrezi. Група III — племена, розташовані на торговому шляху Магдебург — Ребус — Познань- Київ; 15 — Міохі; 16 — Phesnuzi; 17 — Thadesi; 18 — Glopeani; 19 — Zuireani; 20 — Busani; 21- Sittici; 22 — Stadici; 23 — Sebbirozi; 24 — Unlizi; 25 — Neriuani. Група IV — племена, розташовані уздовж торгового шляху гирлі Дунаю — Дністер — Вісла — Балтика; 26 — Attorizi; 27 — Eptaradici; 28 — Vuillerozi; 29 — Zabrozi; 30 — Zuetalici; 31 — Aturezani; 32 — Chozirozi; 33 — Lendizi; 34 — Thafnezi; 35 — Zeriuani; 36 — Prissani; 37 — Velunzani; 38 — Bruzi; 39 — Vuizumbeire. Група V — племена, розташовані вздовж шляху Саркел — Київ — Візантія: 40 — Caziri; 41- Ruzzi; 42 — Forsderen Liudi; 43 — Fresiti; 44 — Serauici; 45 — Licolane; 46 — Ungare. Група VI- племена, розташовані уздовж торгового шляху Краків — Бауцен — Ерфурт — Прага — Краків: 47 — Vuislane; 48 — Sleenzane; 49 — Lunsizi; 50 — Dadosesani; 51 — Milzane; 52 — Besunzane; 53 — Verizane; 54 — Fraganeo; 55 — Lupiglaa; 56 — Opoloni; 57 — Golensizi

1. Nortabtrezi — північні ободрити
2. Osterabtrezi — східні ободрити
3. Uilci — лютичі, вільці
4. Linaa — глиняни
5. Bethenici — бутинці
6. Smeidingon — смельдинги, смолинці
7. Morizani — моричани
8. Sorbi — серби
9. Talaminzi — далемінці
10. Beheimare — богемці (чехи)
11. Marharii — моравці
12. Uulgarii — болгари
13. Merehanos — мерехани, існують версії щодо походження назви від мораван або від річки Морави на заході Балкан
14. Hehfeldi — гавеляни
15. Miloxi — мільчани
16. Phesnuzi — напевне, плем'я у Лужицькій землі
17. Thadesi — дискусії щодо проходження назви тривають, однак переважна більшість дослідників ввадає, що це плем'я дошан на річці Доша, притоці Гавели
18. Glopeani — ґопляни
19. Zuireani — черв'яни — населення Червенської землі (однак існують версії про походження назви від Шверіна та сіверян)
20. Busani — бужани
21. Sittici — місцезнаходження не визначене, існують версії про знаходження племені в районі пізнішого Звенигородського князівства, а також про походження назви племені від річки Житави, притоки Нітри
22. Stadici — місцезнаходження не визначене, існує декілька версій знаходження племені, в тому числі й на території Теребовельського князівства
23. Sebbirozi — місцезнаходження не визначене, існує версія знаходження на півночі Поділля
24. Unlizi — уличі
25. Neriuani — місцезнаходження не визначене, існує безліч версій місцезнаходження племені, зокрема, у гирлі Дністра
26. Attorozi — частина науковців трактує назву як «тиверці»
27. Eptaradici — існує версія, що це південнослов'янський союз племен «Сім родів»
28. Uuillerozi — місцезнаходження не визначене
29. Zabrozi — місцезнаходження не визначене, існує версія знаходження племені по Збручу
30. Znetalici — місцезнаходження не визначене
31. Aturezani — ймовірно, це тиверці
32. Chozirozi — місцезнаходження не визначене, деякі дослідники пов'язують назву із хозарами, інші — з галицькими хорватами
33. Lendizi — ледзяни
34. Thafnezi — існують версії щодо знаходження цих племен у верхів'ях річки Заале, а також на річці Танві, притоці Сяну.
35. Zeriuani — існують версії походження племені: черв'яни (жителі Червенської землі), або ж лужицькі серби
36. Prissani — існують версії походження племені від пуржичан (пол. Pyrzyczanie), прусів або ж як похідна від річки Сян (присяни)
37. Uelunzani — воліняни, існує версія походження від польського міста Волін
38. Bruzi — пруси
39. Uuizunbeire — місцезнаходження не визначене
40. Caziri — хозари
41. Ruzzi — руси
42. Forsderen — деревляни (однак ісеують версії знаходження їх по Дніпру або ж у Криму)
43. Liudi — місцезнаходження не визначене
44. Fresiti — ймовірно, це верзити
45. Serauici — існує декілька версій походження племені, зокрема, як сіверяни
46. Lucolane — місцезнаходження не визначене, існують версії щодо знаходження племені у середній та верхній течії Дніпра
47. Ungare — угорці
48. Viuslane — вісляни
49. Sleenzane — слєнзани
50. Lunsizi — серболужичани
51. Dadosesani — дядошани на Одрі
52. Milzane — мільчани
53. Bezuncane — бежунчани
54. Uerizane — місцезнаходження племені не визначене, дискусія триває
55. Fraganeo — можливо, назва походить від спотвореного «Прага»
56. Lupiglaa — лупігляни, існують версії про походження племені з басейну Одри у Верхній Сілезії, або на північний схід від Праги
57. Opolini — Поляни (західні), ополяни
58. Golensizi — голенсичі поряд із витоками Одри

## Дата створення списку
За палеографічними даними рукопис «Баварського географа» впевнено відносять до IX ст. За історичними даними, пов'язаними з описами племен, згаданих у списку, дослідники датують список періодом часу від 817 р. до 840-х рр. Список приблизно 850 р. було включено до складу ширшого рукопису, який належав монастирю Рейзенау на Боденському озері, що підтверджує дату написання рукопису як перша половина IX ст.

## Виноски
1. ↑  J. Potocki. Fragments historiques et geographiques sur la Scythie, Sarmatie, et les Slaves. Brunsvic, 1796.
2. ↑  И. ХЕРРМАН, "Древности восточных славян". Архів оригіналу за 19 лютого 2020. Процитовано 8 жовтня 2014.